# 科羅拉多河蟾蜍
科羅拉多河蟾蜍（學名：Bufo alvarius）是一種有毒的蟾蜍，原產於美國西南部及墨西哥北部。它的皮肤和毒液中含有5-甲氧基二甲基色胺和蟾毒色胺。
蟾蜍的毒腺位於眼下，於嬉皮士的年代，有些嬉皮士為了尋求刺激而舔蟾蜍表皮的毒腺，以獲得快感及迷幻的感覺。
在電視劇《F檔案》的其中一集，這種蟾蜍被指可引起精神心理效應，使受害者幻想被攻擊而死。

## 描述
科罗拉多河蟾蜍是食肉动物，吃小老鼠，昆虫及小型爬行动物和其他的蟾蜍。与许多蟾蜍一样，它有一个很长带有粘液的舌头。它生活在沙漠和半干旱地区。它是半水生的，往往发现在溪流，温泉的附近，以及运河和排水沟渠。它常常在啮齿类动物的洞穴的筑巢，并且昼伏夜出，它叫声响亮刺耳。
夏季阵雨后，蟾蜍在小的雨水池中产卵，约一个月后，花黄褐色的蝌蚪变成蟾蜍在陆地上移动移动。他们可长至4-7英寸。

## 外部連結
- Arizona: Tucson Herpetological Society - beautiful pictures